# باشگاه والیبال زنان دینامو مسکو

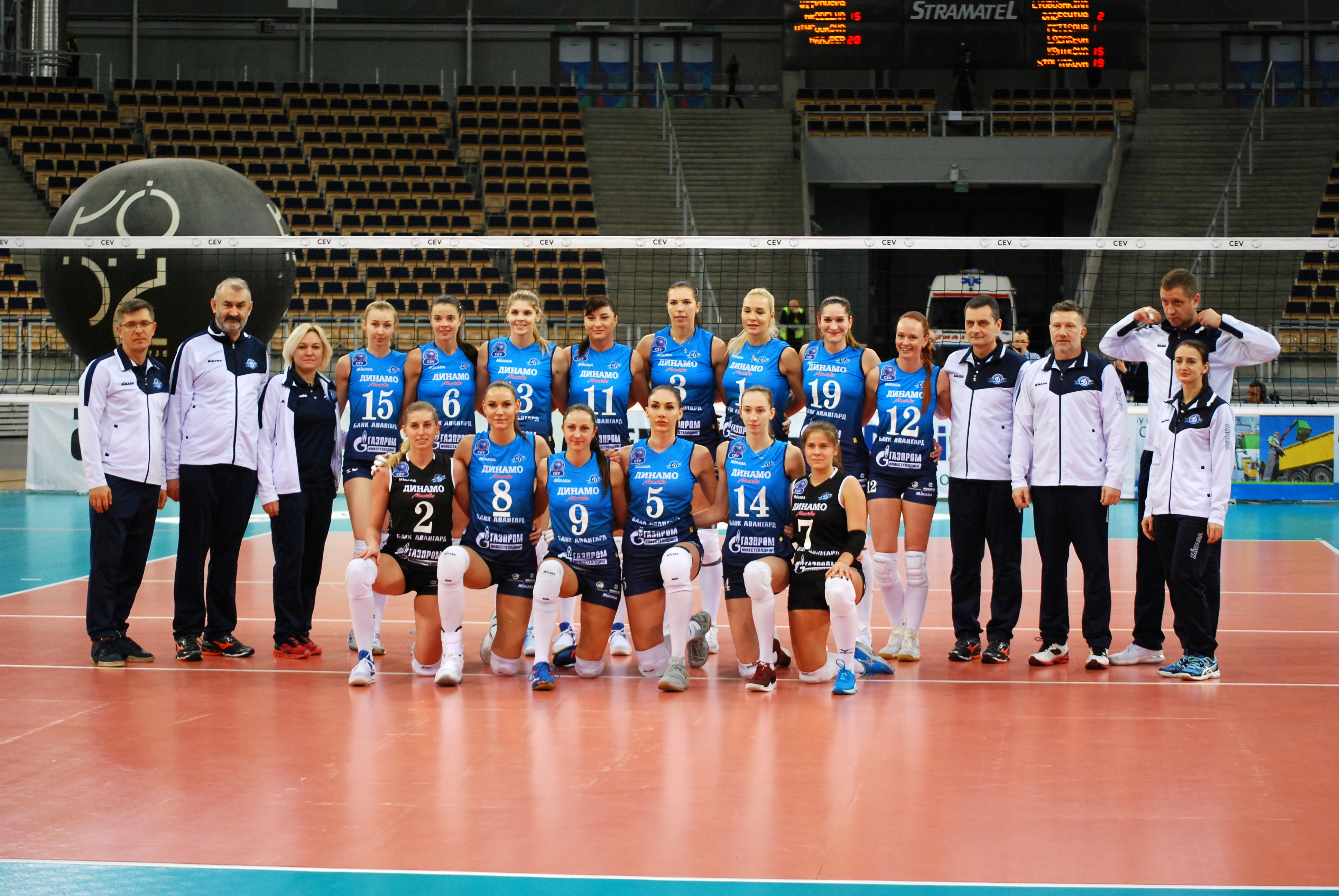
عکسی تیمی از تیم والیبال زنان دینامو مسکو

باشگاه والیبال زنان دینامو مسکو (روسی: ЖВК Дина́мо Москва́) باشگاه والیبال حرفه‌ای زنان مستقر در مسکو روسیه است. دینامو در حال حاضر در لیگ روسیه و لیگ قهرمانان اروپا با دیگر رقیبان به رقابت می‌پردازد. این تیم عنوان بیشترین قهرمانی در اروپا را دارا است.